# 멧치 보겔

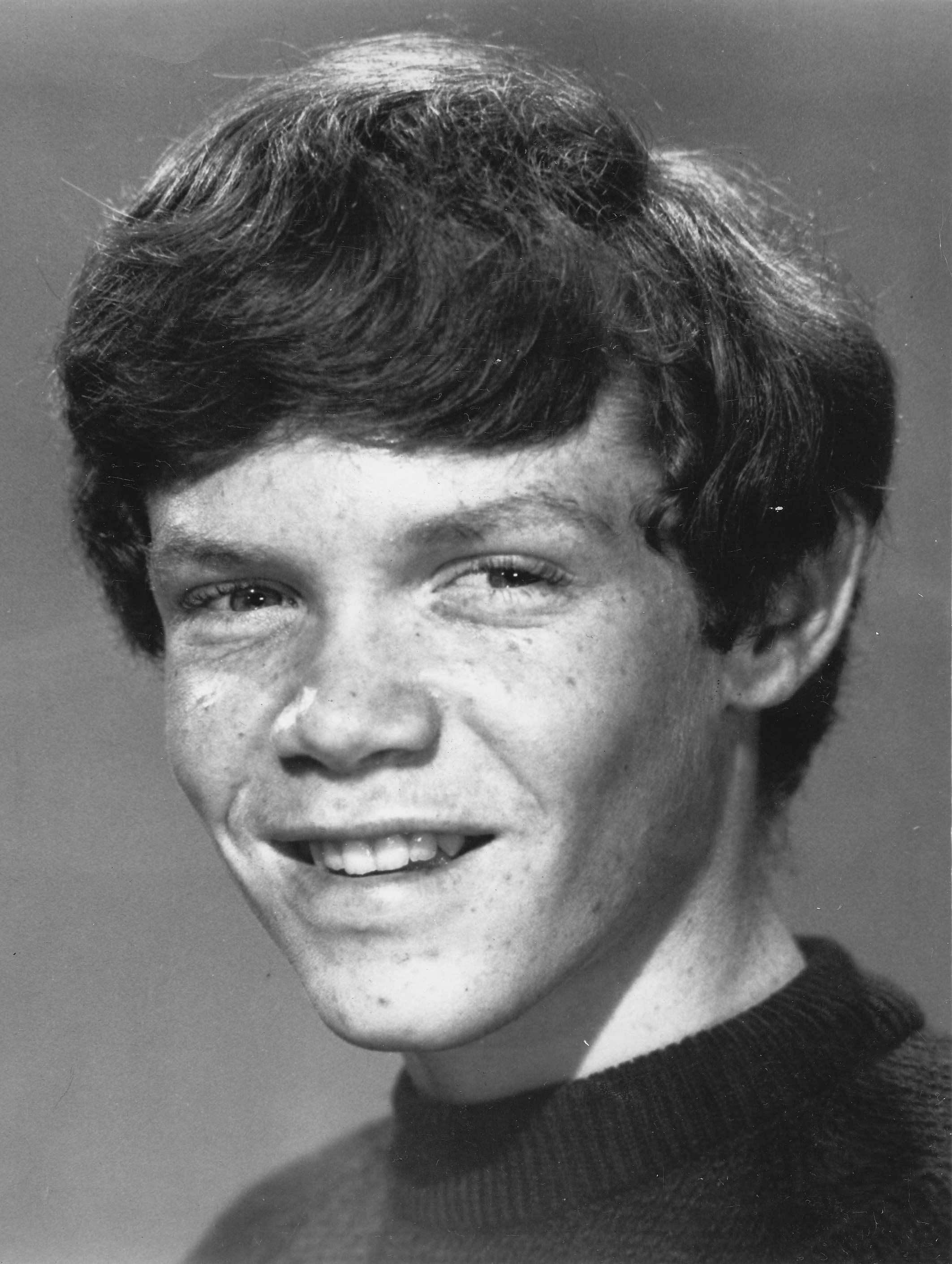

미치 보걸(Mitch Vogel, 1956년 1월 17일 ~ )은 미국의 배우이다.
알함브라에서 태어났다.

## 출연 작품
- 리버스 (1969년)
- 나, 너 그리고 우리 (1968년) - 토미 노스 역

### 텔레비전
- 보난자 (1959년)
- 딜론 보안관 (1955년)
- 디즈니랜드 (1954년) - 제이미 맥키버 역